# Ambialet
Ambialet település Franciaországban, Tarn megyében. Lakosainak száma 470 fő (2022. január 1.). Ambialet Assac, Courris, Le Fraysse, Saint-André, Saint-Cirgue, Sérénac és Villefranche-d’Albigeois községekkel határos.

## Népesség
A település népességének változása:
| Lakosok száma | 455  | 457  | 466  | 459  | 463  | 467  | 468  | 470  | 470  |
|               | 2013 | 2015 | 2016 | 2017 | 2018 | 2019 | 2020 | 2021 | 2022 |